# Hirschgarten
Hirschgarten är den största ölträdgården i München med plats för 8 000 personer. Trädgården ligger i en vidsträckt park på 40 ha. Hirschgarten har anor som går tillbaka till 1791. Som den bayerska traditionen bjuder köps all dryck (inklusive vatten) på plats i trädgården, det är dock tillåtet att äta medhavd mat om så önskas.